# Polittico di San Nicola da Tolentino
Il polittico di San Nicola da Tolentino è un dipinto a tempera su tavola di Vincenzo Civerchio, Francesco Napoletano e aiuti, datato 1495 e conservato nella Pinacoteca Tosio Martinengo di Brescia.

## Storia
Il polittico viene eseguito nel 1495 per la chiesa di San Barnaba da un gruppo di pittori tra i quali Vincenzo Civerchio è l'unico identificabile attraverso la firma "V.C." su una pagina del libro di San Nicola e, più esplicita, "OPUS VINC. CIV. DE CREMA 1495" sul lembo del mantello di San Rocco. Il San Sebastiano è invece attribuibile a Francesco Napoletano, mentre la Pietà nella lunetta è opera di un maestro bresciano coevo.
L'opera giunge nella Pinacoteca Tosio Martinengo nel 1896 entro una cornice lignea neogotica, entro la quale le quattro tavole erano state rimontate. Per ridonare unitarietà stilistica al polittico, pertanto, viene scolpita ex novo una nuova cornice in stile rinascimentale, entro la quale i pannelli trovano definitiva collocazione.

## Descrizione
Occupa il centro del polittico la grande tavola raffigurante san Nicola da Tolentino, librato sopra un demonio prostrato a terra e circondato da angeli, in particolare nella metà superiore, dove quattro angeli reggono due corone sopra il capo del santo. Questi reca un libro in una mano, un crocifisso e un giglio nell'altra. La triplice coronazione è riferita a tre vittorie: sul demonio, sul mondo e sulla carne.
San Rocco e san Sebastiano sono raffigurati secondo l'iconografia canonica, il primo con la piaga sulla gamba in mostra, in atteggiamento di preghiera, e il secondo legato a un albero con il corpo trafitto da frecce. Nella grande lunetta superiore, in non buono stato di conservazione, vi è una Pietà su fondo dorato.
Non è dato sapere se l'originale polittico fosse composto da altre tavole, ad esempio da una predella, né quale fosse la reale disposizione dei pannelli.

## Stile
I santi effigiati metterebbero l'opera in relazione con la peste che colpì la città tra il 1483 e il 1484, ma la presentazione del San Nicola comporta un più complesso significato: la vittoria sul demonio, ispirato a un'incisione di Martin Schongauer, il giglio della purezza, la frase sul libro, la doppia corona simboleggiante le virtù di santità e verginità sono infatti elementi che propongono una celebrazione più generale del santo, dipinto in atteggiamento monumentale, nonché della spiritualità agostiniana del convento, retto appunto dall'Ordine di Sant'Agostino.
L'evidentissima differenza di stile e concezione tra il San Rocco e il San Sebastiano ha indotto la critica a togliere la tavola dalla mano del Civerchio per assegnarla a Leonardo da Vinci o a un pittore della sua cerchia, molto probabilmente Francesco Napoletano, del quale si è voluto leggere il nome della frammentaria firma in basso a sinistra sulla tavola: "FRAN [...] / NE [...]".
L'opera rivela nel Civerchio una vasta cultura composita dedotta dalla lezione del Bergognone e di Bernardino Butinone, connessa a un'efficace tecnica pittorica e a un accurato realismo espressivo dei personaggi.
Il polittico del Civerchio è la più antica opera d'arte bresciana datata: il "1495" sul libro di san Nicola e sul mantello di san Rocco è la più antica data apposta su un'opera della produzione locale, almeno tra quelle giunte fino a noi.